# Новые Пески (Саратовская область)
Новые Пески — деревня в Лысогорском районе Саратовской области. Входит в состав Бутырского муниципального образования.

## География
Находится на расстоянии примерно 13 километров по прямой на юг от районного центра поселка Лысые Горы.

## История
Официальная дата основания 1950 год. По другим данным, деревня основана в1860-х – 1870-х годах. В 1880-х годах в ней насчитывалось 57 дворов и 305 жителей, в 1910 66 и 421. В советское время работал колхоз им.Ленина.

## Население
Постоянное население составило 97 человек (98% русские) в 2002 году, 56 в 2010.